# Teorija velikega poenotenja
Teorija velikega poenotenja ali veliko poenotenje (angleško grand unification, grand unified theory ali okrajšano GUT) je fizikalna teorija, ki združuje močno interakcijo in elektrošibko interakcijo. Predlagali so več takšnih teorij in nobena od njih še ni splošno sprejeta. Še naprednejša teorija, ki bi združila vse osnovne sile kakor tudi gravitacijo, je teorija vsega.
Nekatere teorije velikega poenotenja so:
- Georgi-Glashowov model -- SU(5)
- SO(10)
- prožena SU(5)  -- SU(5)×U(1)
- Pati-Salamov model -- SU(4)×SU(2)×SU(2)
- trinifikacija  -- SU(3)×SU(3)×SU(3)
- E6
- modeli tehnikolor

Ti modeli se nanašajo na Liejeve algebre in ne na Liejeve grupe. Liejeva grupa je lahko [SU(4)×SU(2)×SU(2)]/Z2, če izberemo en naključni primer.
Teorije velikega poenotenja so predpostavljale, da so simetrijske grupe SU(3), SU(2) in U(1), ki opisujejo posamezne interakcije, pravzavrav podgrupe neke večje simetrijske grupe. Pri velikih energijah - mnogo večjih od tistih, dosegljivih s pospeševalniki - se simetrija poenotene grupe ohranja, pri nizkih pa se reducira na SU(3)×SU(2)×U(1) v procesu, poimenovanem spontani zlom simetrije. Prvo tovrstno teorijo, v kateri sta uporabila SU(5) kot poenoteno grupo, sta leta 1974 predlagala Howard Mason Georgi in Sheldon Lee Glashow. Pomembna značilnost te in drugih teorij poenotenja je, da za razliko od standardnega modela napovedujejo razpad protona. V letu 1999 so v nevtrinskem observatoriju Super-Kamiokonde sporočili, da niso zaznali nobenega razpada protona, kar postavlja spodnjo mejo za razpolovni čas protona na 6.7·1032 let. Ta in podobni poskusi so ovrgli številne teorije velikega poenotenja, vključno s SU(5).
Teorije velikega poenotenja v splošnem napovedujejo obstoj topoloških napak kot so monopoli, kozmične strune, področni zidovi  in druge. Še nobene od njih niso zaznali in to v kozmologiji povzroča problem monopolov.
Do leta 2004 še ni trdnega dokaza, da lahko naravo opišemo s teorijo velikega poenotenja. Ker še niso odkrili Higgsovega bozona v bistvu niti ni jasno ali v celoti velja standardni model elektrošibke in močne interakcije.